# Scleria macrogyne
Scleria macrogyne är en halvgräsart som beskrevs av Charles Baron Clarke. Scleria macrogyne ingår i släktet Scleria och familjen halvgräs. Inga underarter finns listade i Catalogue of Life.